# Kamień książęcy
Artykuł ten został zgłoszony do umieszczenia na stronie głównej w rubryce „Czy wiesz”.
Pomóż nam go sprawdzić: oceń zgłoszoną nominację.
Kamień książęcy (Kamień Książęcy, niem. Fürstenstein, słoweń. knežji kamen) – odwrócona baza rzymskiej kolumny z I–III wieku n.e., która od wczesnego średniowiecza do 1414 roku była wykorzystywana przy ceremoniach intronizacyjnych władców Karyntii, znajduje się w Klagenfurcie w Austrii; stanowi ważny historyczny symbol zarówno dla Austriaków, jak i Słoweńców. 

## Historia
Kamień książęcy to odwrócona część rzymskiej kolumny (baza); była pierwotnie częścią budynku lub grobowca, pochodzi z I–III wieku n.e. Element ten mógł być zabrany z Virunum lub z równiny Zollfeld zapewne przed połową VIII wieku. Ceremonia intronizacji książąt Karyntii (wcześniej Karantanii) przebiegała z wykorzystaniem kamienia książęcego od wczesnego średniowiecza do 1414 roku, a w zmienionej i ograniczonej formie ceremonia zachowała się do drugiej połowy XVII wieku. Podczas ceremonii przekazywano władzę wraz z wykorzystaniem symbolu kamienia książęcego, a intronizowany władca, mimo, że nie był Słowianinem, musiał podczas ceremonii używać lokalnego języka słowiańskiego, który jest uznawany za przodka języka słoweńskiego. Brak jednak źródeł na to, by chłopi, którzy brali udział w ceremonii uważali się za etnicznych Słoweńców, a sam słowiański język niekoniecznie musiał oznaczać język słoweński. Na kamieniu książęcym siadał kosez – chłop z warstwy wolnych kmieci, który uznawał władzę intronizowanego władcy. Sam władca po intronizacji zasiadał następnie na książęcym tronie (słoweń. vojvodski stol lub prestol), gdzie odbierał hołd od szlachty i poddanych z Karyntii. Część ceremonii odbywała się w kościele w Maria Saal (słoweń. Gospa Sveta).   
Kamień historycznie znajdował się prawdopodobnie około 100 metrów na północ od kościoła św. Piotra w dzisiejszym Karnburgu. Przez wieki był wystawiony na niekorzystny wpływ czynników atmosferycznych. Na początku XIX wieku stał w polu i rolnik stoczył go na skraj łąki na północny zachód od kościoła, gdzie pozostawał do 1862 roku. Towarzystwo historyczne Geschichtsverein für Kärnten odkupiło artefakt od rolnika Jakoba Urabla za cenę jednego kamiennego nagrobka. Po odrestaurowaniu kamień został ustawiony pod arkadami Landhausu w Klagenfurcie, a w 1871 roku przeniesiono go do Wappensaal w tymże Landhausie. Od początku 1905 kamień książęcy znajdował się w Muzeum Ziemskim w Klagenfurcie, został przeniesiony w marcu 2006 roku do siedziby parlamentu krajowego (niem. Landhaus) w Klagenfurcie, gdzie znajduje się ponownie w Grosser Wappensaal. Książęcy tron znajduje się nadal na równinie Zollfeld (słoweń. Gosposvetsko polje). 

## Znaczenie

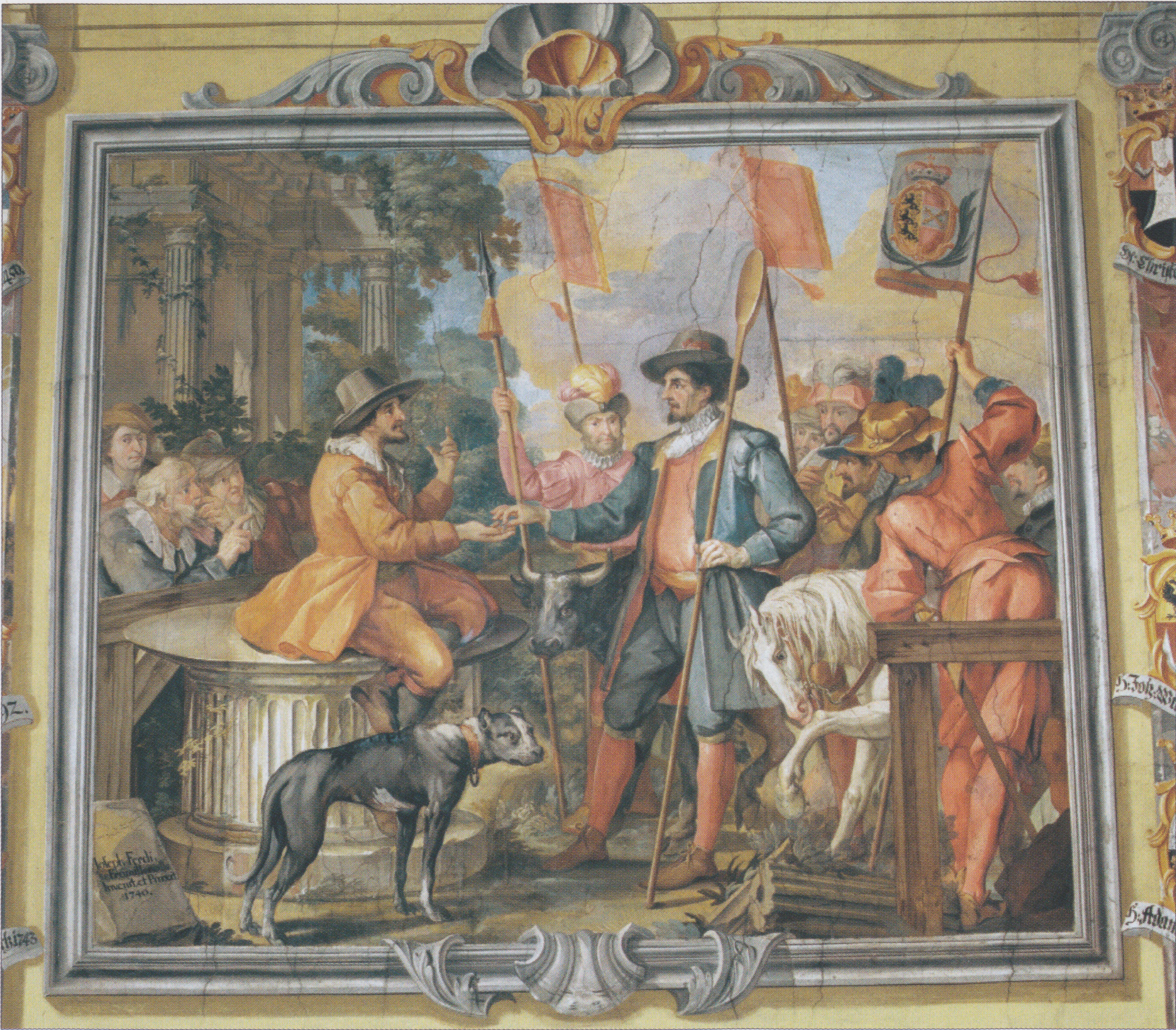
Kamień książęcy na malowidle Josefa Ferdinanda Fromillera z XVIII wieku

Ceremonia intronizacji książąt karynckich jest postrzegana jako część historii Słowenii w słoweńskiej narracji narodowej. Według oficjalnej słoweńskiej interpretacji symbolu stanowi on archetyp zorganizowanej władzy państwowej oraz symbol wielusetletniego dążenia narodu słoweńskiego do niezależności i wolności i jest traktowany przez Słoweńców jako słoweńskokaryncki symbol demokracji, natomiast dla Austriaka Jörga Haidera kamień książęcy jest związany z historią Karyntii i Austrii.  
Obiekt wykorzystano w projektowanym herbie Słoweńców karynckich. Wizerunek kamienia książęcego znalazł się na rewersie słoweńskiej monety o nominale 2 eurocentów (zob. słoweńskie monety euro), czemu towarzyszyły krytyczne głosy. Prezydent Karyntii, Jörg Haider był do tego nastawiony krytycznie i uważał, że najstarszy symbol stanowienia prawa w Austrii symbolizujący jedność Karyntii został oddany innemu państwu. 